# ISO 732
ISO 732 — стандарт ISO для фотоплівки середнього формату. Друга редакція (1982) стандарту визначає розміри для 127, 120 та 620 фотоплівок, паперової підкладинки та фотокатушок. Третя редакція (1991) скасувала специфікації для 127 та 620 рулонів плівки, які стали значною мірою застарілими у фото промисловості і додала специфікації для 220 плівки. Поточна редакція (2000) містить у собі недійсний (знятий) на сьогодні стандарт ISO 1048 з визначення експонованих плівок.